# Michal Švec
Michal Švec (* 19. března 1987 v Praze) je český fotbalový záložník či obránce, od ledna 2016 působící v Bohemians Praha 1905. Mimo Česko působil na klubové úrovni v Nizozemsku a Maďarsku. Jeho fotbalovými vzory jsou bývalí čeští fotbalisté Tomáš Galásek a Pavel Nedvěd. Na kontě má i dva starty za A-mužstvo české reprezentace (oba v roce 2009).

## Klubová kariéra
Svoji fotbalovou kariéru začal v SK Uhelné sklady Praha. Z US Praha přestoupil v deseti letech do Slavie Praha. Prošel všemi slávistickými mládežnickými kluby.

### SK Slavia Praha
Do ligového kádru Sešívaných se dostal na podzim 2003, když mu bylo teprve šestnáct let, debutoval v Poháru UEFA proti bulharskému týmu Levski Sofia. V sezoně 2007/08 získal se Slavií mistrovský titul. Za klub odehrál během celého svého působení 67 zápasů, ve kterých vstřelil 2 góly.

### SC Heerenveen
V lednu 2008 přestoupil do nizozemského Heerenveenu, kde podepsal 4,5letý kontrakt. Klub se stal hráčovým prvním zahraničním angažmá. V roce 2009 získal s klubem nizozemský fotbalový pohár. Celkem za tým nastoupil k 83 zápasům, ve kterých dal 1 branku.

### Györi ETO FC
V červnu 2012 téměř přestoupil do Slovanu Bratislava, nicméně k podpisu nakonec nedošlo poté, co o něj ztratil zájem trenér Slovanu Vladimír Weiss. Švec nakonec podepsal smlouvu s maďarským klubem Győri ETO. V sezóně 2012/13 vyhrál s Győri ETO ligový titul, celkem čtvrtý v historii klubu a první po 30 letech. S klubem se představil mj. v Evropské lize UEFA 2014/15, kde jeho tým vypadl ve 2. předkole s IFK Göteborg. Za klub se v 53 utkáních střelecky neprosadil.

### SK Slavia Praha (návrat)
V únoru 2015 se po sedmi letech strávených v zahraničí vrátil do Slavie Praha, kde podepsal 1,5roční kontrakt do konce ročníku 2015/16. Na jaře 2016 hostoval v Bohemians Praha 1905. Celkem za tým odehrál 14 utkání, ve kterých se střelecky neprosadil.

### Bohemians Praha 1905
V zimním přestupovém období ročníku 2015/16 se připravoval s týmem Bohemians Praha 1905, kam následně zamířil na půlroční hostování. V létě 2016 měl nabídky z jiných klubů, ale nakonec do Bohemians natrvalo přestoupil a podepsal tříletý kontrakt.

### SK Slavia Praha B
V létě 2019 se vrátil jako volný hráč do SK Slavia Praha. Nastupuje zde za B-tým, kde předává zkušenosti mladším hráčům.

## Reprezentační kariéra

### Mládežnické reprezentace
Michal Švec nastupoval za mládežnické výběry České republiky od kategorie do 16 let. Bilance:
- reprezentace do 16 let: 14 utkání (7 výher, 2 remíz, 5 proher), 0 vstřelených gólů
- reprezentace do 17 let: 15 utkání (8 výher, 1 remíza, 6 proher), 0 vstřelených gólů
- reprezentace do 18 let: 1 utkání (1 remíza), 0 vstřelených gólů
- reprezentace do 19 let: 9 utkání (3 výhry, 2 remízy, 4 prohry), 0 vstřelených gólů
- reprezentace do 20 let: 1 utkání (1 prohra), 0 vstřelených gólů
- reprezentace do 21 let: 14 utkání (5 výher, 3 remízy, 6 proher), 0 vstřelených gólů

S českou reprezentací do 21 let se zúčastnil Mistrovství Evropy v roce 2007, kde ČR skončila po zápasech s Anglií (0:0), Srbskem (prohra 0:1) a Itálií (prohra 1:3) se ziskem 1 bodu na poslední čtvrté příčce základní skupiny B. Nastoupil v základní sestavě ve všech 3 utkáních.

### A-mužstvo
Švec debutoval v A-mužstvu České republiky na turnaji ve Spojených arabských emirátech, kam jej pozval trenér Michal Bílek. 15. listopadu nastoupil v základní sestavě proti domácímu týmu (SAE), zápas skončil remízou 0:0, na pokutové kopy prohrál český tým 2:3. Odehrál 16 minut i ve druhém zápase 18. listopadu s Ázerbájdžánem (prohra 0:2). Jsou to jeho jediné zápasy v dresu A-mužstva.

### Reprezentační zápasy
| Rok    | Zápasy | Góly |
| ------ | ------ | ---- |
| 2005   | 2      | 0    |
| 2006   | 2      | 0    |
| 2007   | 6      | 0    |
| 2008   | 4      | 0    |
| Celkem | 14     | 0    |

| Rok    | Zápasy | Góly |
| ------ | ------ | ---- |
| 2009   | 2      | 0    |
| Celkem | 2      | 0    |